# Scelio chapmanni
Scelio chapmanni är en stekelart som beskrevs av Nixon 1958. Scelio chapmanni ingår i släktet Scelio och familjen Scelionidae. Inga underarter finns listade i Catalogue of Life.